# Moss Roadster

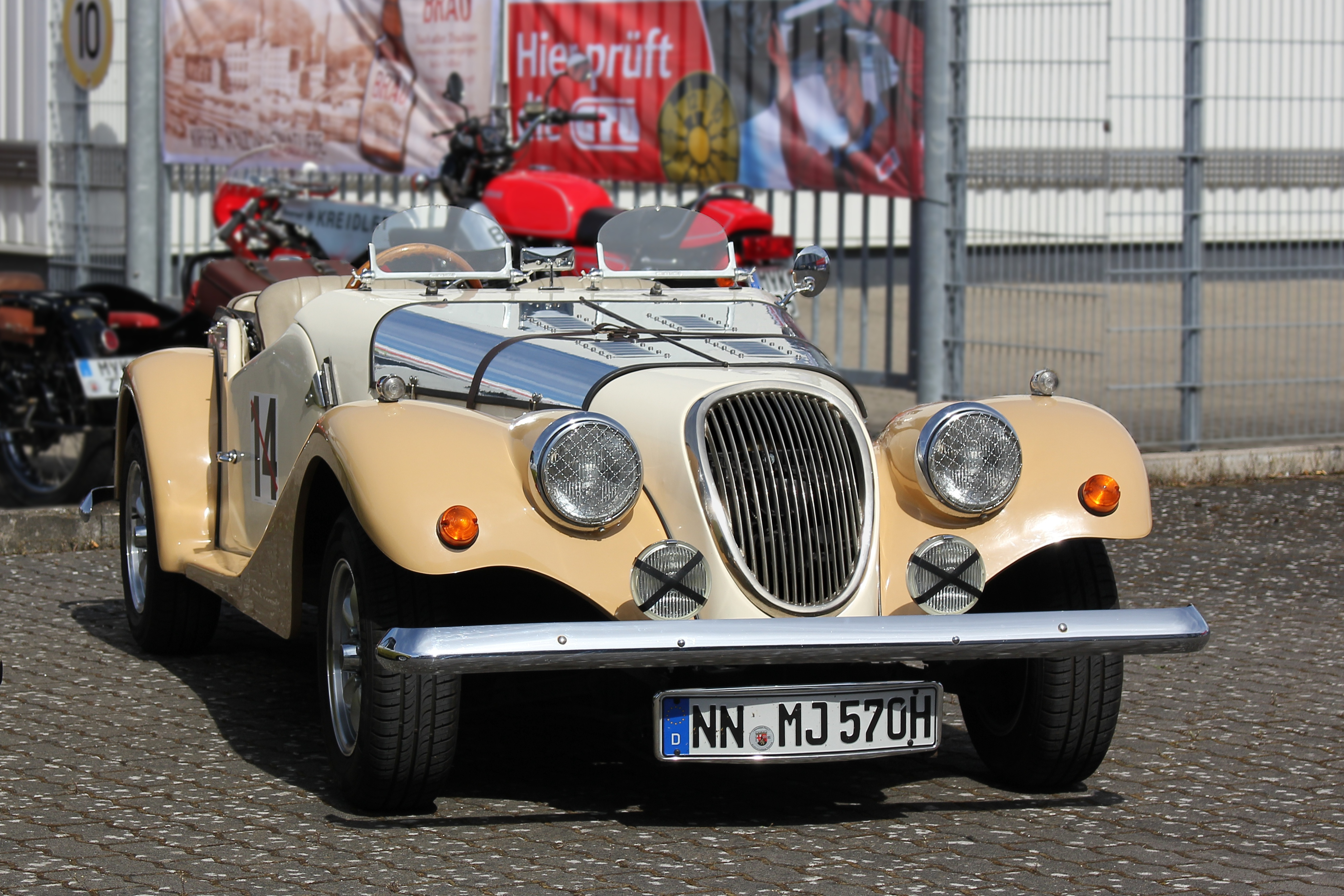

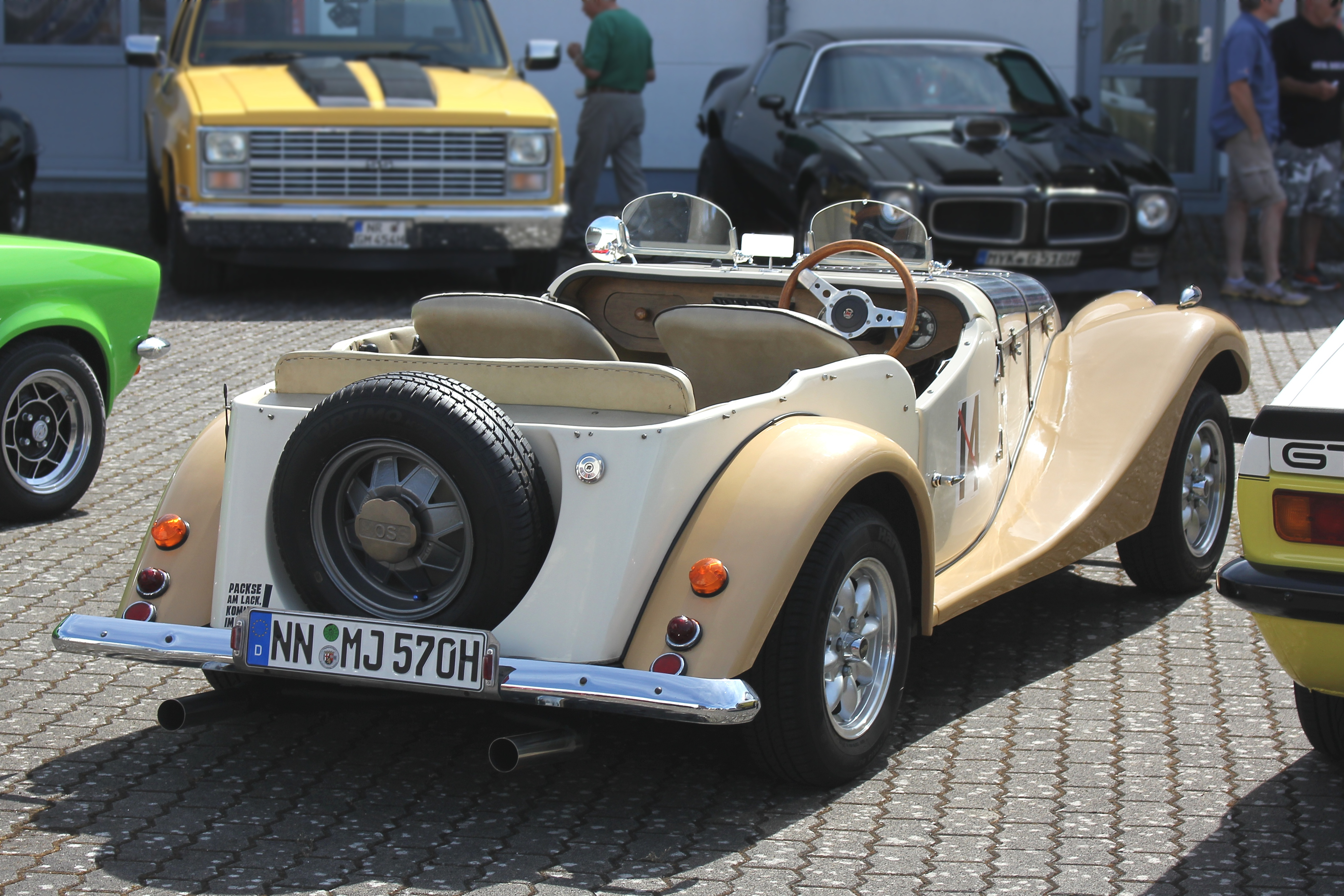

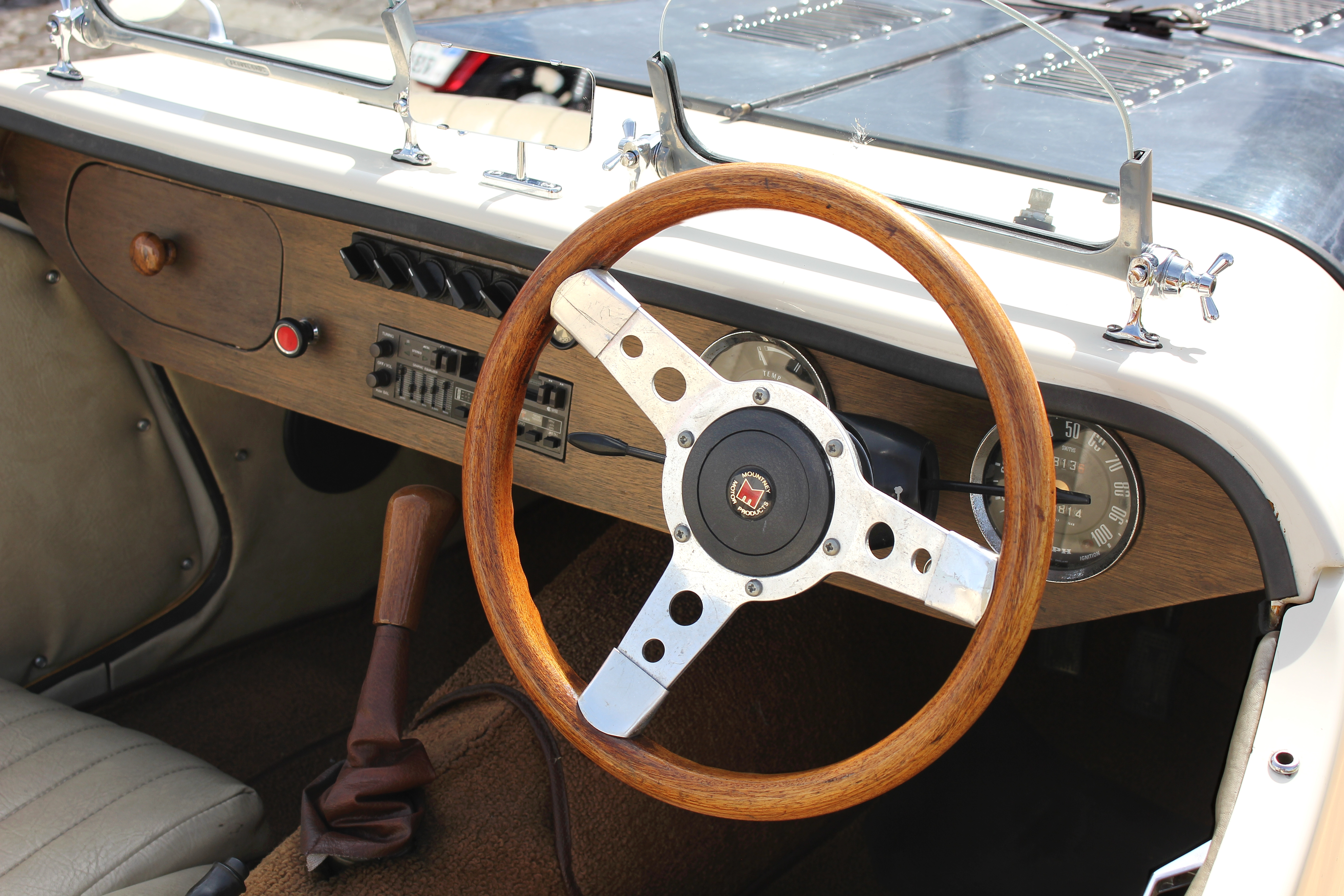
Moss Malvern

Der Moss Roadster ist ein offenes zweisitziges Bausatzfahrzeug im Retrolook, das in der Zeit von 1981 bis 2000 von sechs verschiedenen britischen Herstellern in kleiner Serie gefertigt wurde. Eine 2+2-sitzige Version wurde zeitweise unter dem Namen Moss Malvern angeboten. Für den technischen Unterbau kamen verschiedene Spenderfahrzeuge in Betracht.

## Modellbeschreibung
Der Moss Roadster erschien 1981, die größere Version Malvern debütierte zwei Jahre später. Moss folgte mit den Modellen dem seinerzeit verbreiteten Trend, Bausatzfahrzeuge (sogenannte Kit Cars) im Stil der 1930er-Jahre anzubieten. Zum Umfang des Kits gehörten die Karosserieteile, auf Wunsch wurde auch ein von Moss selbst konstruierter Leiterrahmen geliefert. Der Bausatz war weitgehend vormontiert; die Komplettierung erforderte nur wenig Detailarbeit. Die Beschaffung der technischen Komponenten oblag dem Kunden. Auf diese Weise hielt Moss die Kosten des Bausatzes niedrig. Nach ähnlichem Konzept entstand zur gleichen Zeit der Moss Mamba, der einem Roadster von Alfa Romeo nachempfunden war.
Die Karosserieteile bestanden aus glasfaserverstärktem Kunststoff. Stilistisch folgten Roadster und Malvern keinem konkreten Vorbild, vielmehr interpretierten sie die in der Vorkriegszeit üblichen Stilmittel frei. Einige Quellen sehen leichte Ähnlichkeiten zum MG TD und zu Modellen von Morgan. Allerdings kam es bei der Gestaltung zu einigen Brüchen, was sich unter anderem an der unzeitgemäß hohen Windschutzscheibe oder der untypischen ovalen Kühlermaske zeigte. 
In technischer Hinsicht war der Bausatz dafür bestimmt, das Fahrwerk und die sonstigen technischen Komponenten älterer Spenderfahrzeuge zu verwenden. Auch dies war vor dem Hintergrund zu sehen, die Kosten des Autos möglichst gering zu halten. Die Konstruktion passte unmittelbar auf das Fahrgestell eines Triumph Herald bzw. Vitesse, dessen Produktion BLMC bereits 1971 eingestellt hatte. Von ihnen konnten auch Motor, Getriebe und Elektrik verwendet werden. Allerdings waren Roadster und Malvern nicht auf diese Spendermodelle festgelegt. Mit wenigen Änderungen war auch der Einsatz technischer Komponenten des Ford Cortina möglich; Moss lieferte entsprechende Umrüstsätze. Daneben waren unter Verwendung des ebenfalls erhältlichen Leiterrahmens sehr unterschiedliche Spenderkomponenten möglich. Der Moss Owners Club berichtet von Fahrzeugen, die die Technik eines Fiat Panda, eines Mitsubishi Galant oder eines Mercedes-Benz 300 SL nutzten. In späteren Jahren sind auch Autos mit Komponenten vom Ford Sierra und – ab 1992 – mit Achtzylindermotoren von Rover belegt.
In Abhängigkeit von nationalem Zulassungsrecht kann die Herstellung des Spenderchassis für das Produktionsjahr des Bausatzfahrzeugs maßgeblich sein. 

## Hersteller
Die Bausätze des Moss Roadster bzw. Malvern entstanden über die Jahre bei insgesamt sechs verschiedenen Herstellern, die für den Verkauf jeweils den Markennamen Moss verwendeten. Anfänglich war die Moss Motor Company in South Yorkshire der Hersteller. Ihr Gründer war John Cowperthwaite, der 1975 mit der Restauration von MG-Fahrzeugen begonnen hatte und 1981 unter Nutzung der Marke Moss die Herstellung von Kit Cars aufgenommen hatte. Nachdem die Werksanlagen 1985 durch einen Brand zerstört worden waren, restrukturierte Cowperthwaite das Unternehmen zweimal, bevor er es 1987 an außenstehende Investoren verkaufte. Den ersten beiden gelang es nicht, eine Produktion dauerhaft zu etablieren; hier entstanden jeweils nur Einzelstücke. Erst die Moss Cars (Bath) Ltd. nahm wieder eine reguläre Fertigung auf. Hersteller waren:
- Moss Motor Company (1981–1985)
- Moss Sportscars (1985)
- JC Autopatterns (1985–1987)
- CSA Character Cars (1987)
- Hampshire Classics (1987)
- Moss Cars (Bath) (1987–2000).

## Produktion
Die Angaben zum Produktionsumfang schwanken. In der Fachliteratur ist für die Zeitspanne von 1981 bis 2000 teilweise von 500 Roadstern und 500 Malvern die Rede. Eine Quelle geht von 150 Fahrzeugen aus, die von 1981 bis 1985 von der Moss Motor Company gefertigt wurden. Teilweise werden 370 Malvern-Exemplare für die Zeit von 1983 bis 1987 angegeben. 